# Sabah Fakhri
Sabah Fakhri (en árabe: صباح فخري ) (Alepo, República de Siria, 2 de mayo de 1933 - Damasco, Siria, 2 de noviembre de 2021) fue un reconocido y venerado cantante sirio nacido 
en el barrio de Bab al Hadid (La puerta de hierro), en la ciudad de Alepo, una de las ciudades artísticas por excelencia del mundo árabe, quien renovó y popularizó el tradicional género musical árabe llamado Muwashahat y Qudud Halabiya, los que habían perdido interés por el público a mediados del siglo XX. Fue reconocido mundialmente por su gran voz, de hermoso tono y gran alcance, además de una impecable técnica y ejecución del Maqamat y armonía. De gran carisma en escena, los seguidores de todo el mundo coinciden en que él representa la esencia del auténtico Tarab.

## Biografía
Ingresó en su juventud al conservatorio de música árabe de Aleppo, luego perfeccionó sus estudios en la academia musical de Damasco graduándose en 1948. Finalizado sus estudios decide viajar a El Cairo, Egipto y estudiar con los mayores exponentes de la música árabe de la época, al mismo tiempo que comienza a realizar conciertos en Siria. Pronto alcanza el éxito en todo el mundo árabe y su fama trasciende fronteras llegando a realizar conciertos en Europa y América. Su nombre figura en el libro Guinness de los récords por su concierto en Caracas, Venezuela en el cual cantó durante 10 horas seguidas sin realizar una pausa.
Sus logros se extendieron hasta el parlamento sirio donde fue miembro por un período como representante de los artistas.
El 12 de febrero de 2007, le fue concedida la orden Siria al mérito y la excelencia por el presidente Bashar al-Asad en reconocimiento por sus logros en la recuperación y el restablecimiento de la herencia artística Siria.
Las altas esferas egipcias le homenajearon por su larga carrera musical, título que comparte con las grandes voces de la música árabe como son Om Kalthoum, Abdel Halem o Farid El Atrash.
Aunque terminó dejando su carrera musical, continuó su labor por la difusión y la enseñanza de la música y las artes árabes.

### Muerte
Falleció en la mañana del 2 de noviembre de 2021 a los 88 años en un hospital de la ciudad de Damasco por complicaciones de salud agravadas por su avanzada edad.
Su hijo, Anas Fakhri, dijo al anunciar su muerte:

"Su corazón dejó de latir. Nos ha dejado, pero mi padre era una leyenda en Alepo y en toda Siria, y las leyendas nunca mueren"
Anas Fakhri

## Música
(Algunos de sus más afamados temas musicales)
- Ya Lail Ya Ain
- Ya Mal El Sham
- Ya Sariq El Qubal
- Ya Teyara Teery
- Yama Asaad - El Sebheya
- Zaman Ya Zaman
- Al Hela
- Al Salheya
- Al Balbol Naghy
- Ana We Habiby
- Ebaat Le Gawab
- Fel Amandeh
- Khamrat Al Hob
- Malik Ya Hawa
- Qadoka Al Mayas
- Qoul Lel Maleha
- Roddi Aleh
- Skaba Ya Dmou3 Al Ain